# 鳳凰優悅廣播電台
鳳凰優悅廣播電台（英語：URadio AM 690），是鳳凰衛視集團旗下，总部设于美國洛杉磯的一家AM廣播電台，於2018年8月開播，透过注册在墨西哥蒂華納和羅薩里多的XEWW-AM电台，覆蓋整個南加州，包括洛杉磯、聖地牙哥、橙縣，以及東部聖伯納第諾縣，该地区同类中文广播电台包括KAZN、KQEV-LP、KWRM和KMRB等。

## 历史
在鳳凰優悅的节目于XEWW-AM播出前，XEWW-AM曾播出西班牙语节目和英语体育赛事直播分流多年。2018年8月，该频率由凤凰卫视买下；美国参议员马可·卢比奥对此表示忧虑，督促美国联邦通信委员会对凤凰卫视进行调查。2020年6月22日，因没有披露凤凰卫视在其节目制作中的“过度角色”，美国联邦通信委员会勒令鳳凰優悅廣播電台在48小时内停播。

## 主持人
- 雪喬
- 洪汐
- 王欣
- 夢佳
- 曉宇
- 陶子
- 畹婷
- 柏賢
- 肖思齊
- Nana
- 維多
- 徐志勳（嘉賓主持）
- 沈玫綺 （嘉賓主持）

## 节目
- 《早安洛杉磯》
- 《洛城好欣情》
- 《經典老唱盤》
- 《誰來午餐》
- 《午安洛杉磯》
- 《洛城二三事》
- 《晚安洛杉磯》
- 《我在加州天氣晴》
- 《洪汐新聞周報》
- 《非關塔羅》
- 《VIP來了玫》
- 《今天你新聞了玫》